# Priponești
Priponești is een Roemeense gemeente in het district Galați.
Priponești telt 2416 inwoners.